# Fosfatado
El proceso de fosfatizado o fosfatización es una forma de pasivación de una superficie metálica. En el mundo anglosajón se refieren a él como Phosphate Conversion Coating.
Los recubrimientos fosfatizados son usados en piezas metálicas, principalmente de acero, para prevenir la corrosión, mejorar la lubricación en procesos de conformado o embutición, o como base para recubrimientos o pintados posteriores. Está basado en una solución de ácido fosfórico (H3PO4) y sales de fosfato que son aplicadas por aspersión o inmersión y que reaccionan químicamente con la superficie del metal para formar una capa o película cristalina de fosfato no soluble.
Los recubrimientos fosfatizados pueden ser aplicados también en otros metales, como aluminio, zinc, cadmio y estaño.
Los principales tipos de fosfatos son de manganeso, hierro y zinc. El fosfato de manganeso se usa para prevenir la corrosión y mejorar la lubricación del metal y se aplica solo por inmersión a temperatura. El fosfato de hierro se usa generalmente como base para recubrimientos posteriores y se aplica por inmersión o aspersión. El fosfato de zinc se usa como protector de oxidación y como capa base lubricante o capa base para recubrimientos posteriores y puede ser también aplicado por aspersión e inmersión.

## Química del fosfatizado
La aplicación del proceso de fosfatado en metales emplea el ácido fosfórico y se aprovecha de la baja solubilidad de los fosfatos en soluciones de pH medio-alto, y por tanto de su tendencia a la precipitación.
Se produce una reacción química entre el metal y el ácido fosfórico ( H3PO4 ). Ver Química del Ácido Fosfórico más abajo
Se consigue así la precipitación de las sales de fosfato disueltas, que se depositan en la superficie del metal.
Las sales de fosfato de hierro, zinc o manganeso se disuelven en la solución de ácido fosfórico. Cuando las superficies de hierro o acero son puestas en contacto con el ácido fosfórico, se produce una reacción química entre el ácido y el metal, que reduce localmente los cationes de hidronio H3O+ , incrementando el pH, y causando la precipitación de la sal disuelta sobre la superficie.
La reacción ácido-metal también genera localmente fosfato de hierro, que también es precipitable y susceptible de depositarse sobre la superficie.
En el caso de deposiciones de fosfato de zinc o fosfato de manganeso el fosfato de hierro adicional es generalmente considerado como una deposición no deseable.
La reacción de ácido y metal también genera gas de hidrógeno en forma de pequeñas burbujas que se adhieren a la superficie del metal.
El ácido fosfórico tiene numerosas aplicaciones en la industria. Es poco conocido que el ácido fosfórico es un ingrediente clave en las sodas Coca-Cola y Pepsi que les confiere el "picor" característico de su sabor.

### Química del ácido ortofosfórico
El ácido fosfórico, denominado también como ácido ortofosfórico, es, en estado puro (anhidro), un sólido inorgánico, no tóxico, de color blanco y que funde a 42.35 °C para formar un líquido casi transparente y viscoso.
La molécula de ácido fosfórico es muy polar, por lo que es altamente soluble en agua.
El estado de oxidación del fósforo (P) en orto- y otras formas fosfóricas es +5; el estado de oxidación de todos los átomos de oxígeno (O) es −2 y el de todos los átomos de hidrógeno(H) es +1.
Su carácter triprótico significa que una molécula de ácido ortofosfórico puede disociarse hasta tres veces, dando lugar a un átomo de hidrógeno libre, H+, cada vez, que generalmente se recombina con una molécula de agua, H2O, y produce un catión hidronio H3O+, como se muestra en las siguientes reacciones químicas:
H3PO4(s)   + H2O(l)  H3O+(aq) + H2PO4−(aq)       Ka1= 7.25×10−3
H2PO4−(aq)+ H2O(l)  H3O+(aq) + HPO42−(aq)       Ka2= 6.31×10−8
HPO42−(aq)+ H2O(l)  H3O+(aq) +  PO43−(aq)        Ka3= 3.98×10−13
El anión después de la primera disociación, H2PO4−, es dihidrógeno fosfato.
El anión después de la segunda disociación, HPO42−, es hidrógeno fosfato.
El anión después de la tercera disociación, PO43−, es fosfato u ortofosfato.
Por cada reacción de disociación mostrada arriba, existe una constante K, (constante de disociación ácida), llamadas respectivamente, Ka1, Ka2, y Ka3 y referidas a 25 °C.

## Tipos de fosfatado
| Tipo de fosfato        | Aplicaciones industriales                                                                               |
| ---------------------- | --- |
| Fosfato de hierro      | Previo pintura en talleres de automóvil, piezas industriales, electrodomésticos.                        |
| Fosfato de zinc        | Líneas de deformación en frío de aceros planos y productos tubulares, trefilado de alambres y varillas. |
| Fosfato de zinc-calcio | Tratamiento previo al pintado industrial.                                                               |
| Fosfato de zinc-níquel | Tratamiento previo al pintado de bobinas de acero.                                                      |
| Fosfato tricatiónico   | Tratamiento previo en líneas de acero plano para automóvil, línea blanca.                               |
| Fosfato de manganeso   | Como tratamiento antifricción en roscas y transmisiones.                                                |

## Proceso típico de fosfatado
1. Limpieza de la superficie del metal, mediante un lavado o enjuague con agua
2. Activación de la superficie (mejora el propio proceso de fosfatado, no se aplica en todos los casos)
3. Fosfatado
4. Lavado Final
5. Lavado de neutralización (opcional)
6. Secado, para eliminar cualquier residuo de agua del lavado anterior.
7. Aplicación de recubrimentos complementarios: cromatado, sellado, aceitado, etc.

### Subproceso de activación
Esta etapa produce una activación ácida de la superficie metálica con objeto de predisponerla para una adecuada reactividad química en el subproceso de fosfatado siguiente. Se produce una fina capa de minúsculos cristales de fosfato que actúa como capa embrionaria de la cristalización posterior del verdadero fosfatado.
Este subproceso se puede conseguir tanto por inmersión como por aspersión y es necesario controlar el pH de la disolución y su alcalinidad.
A esta fase también se le suele denominar afinado porque permite la formación de cristales más pequeños (finos), posibilitando una mejor estructuración y compactación de la capa final (formación cristalina más ordenada).

### Subproceso de fosfatado
Esta etapa se consigue básicamente mediante una solución diluida en agua de ácido fosfórico, oxoaniones de fosfato PO43− y de diferentes cationes metálicos como zinc Zn2+, hierro Fe2+ , níquel Ni2+, manganeso Mn2+, según sea el tipo de fosfatado a aplicar.
La estructura cristalina formada sobre la superficie del metal depende de las sales empleadas y su concentración, del tipo de instalación de aplicación , del tiempo de la reacción química, de la temperatura, etc.